# Leucania nigropuncta
Leucania nigropuncta är en fjärilsart som beskrevs av Tutt 1891. Leucania nigropuncta ingår i släktet Leucania och familjen nattflyn. Inga underarter finns listade i Catalogue of Life.